# تلمبة خانة سبز آب (حومة انديمشك)
تلمبة خانة سبز آب (بالإنجليزية: Tolombeh Khaneh-ye Sabzab)‏ هي منطقة سكنية تقع في إيران في منطقة مركزية ريفية. يقدر عدد سكانها بـ 116 نسمة .